# Daïra de Teniet El Abed
La daïra de Teniet El Abed est une daïra d'Algérie située dans la wilaya de Batna et dont le chef-lieu est la ville éponyme de Teniet El Abed.

## Localisation
La daïra est située au centre et à l'est de la wilaya de Batna.

## Communes
La daïra est composéé de trois communes : Chir, Oued Taga et Teniet El Abed,.